# Lubieszynek (gemeente Nowa Karczma)
Lubieszynek is een plaats in het Poolse district  Kościerski, woiwodschap Pommeren. De plaats maakt deel uit van de gemeente Nowa Karczma en telt 203 inwoners.